# Max Merkel
Max Merkel (7 de desembre de 1918 - 28 de novembre de 2006) va ser un futbolista austríac que va jugar a futbol internacional tant a Alemanya com a Àustria com a defensa. A nivell de club, va jugar al Rapid Viena, al Wiener SC i al Luftwaffen SV Markersdorf. Posteriorment va tenir una dilatada carrera com a entrenador.

## Palmarès com a entrenador
Rapid Viena
- Lliga austríaca: 1956–57

1860 Munich
- Bundesliga: 1965–66
- DFB-Pokal: 1963–64
- Recopa d'Europa: Subcampió: 1964–65

1. FC Nuremberg
- Bundesliga: 1967–68

Atlètic de Madrid
- Copa del Generalíssim: 1971–72
- Lliga espanyola: 1972–73